# オントバイトクック
オントバイトクック（オランダ語: ontbijtkoek）は、オランダのパン。

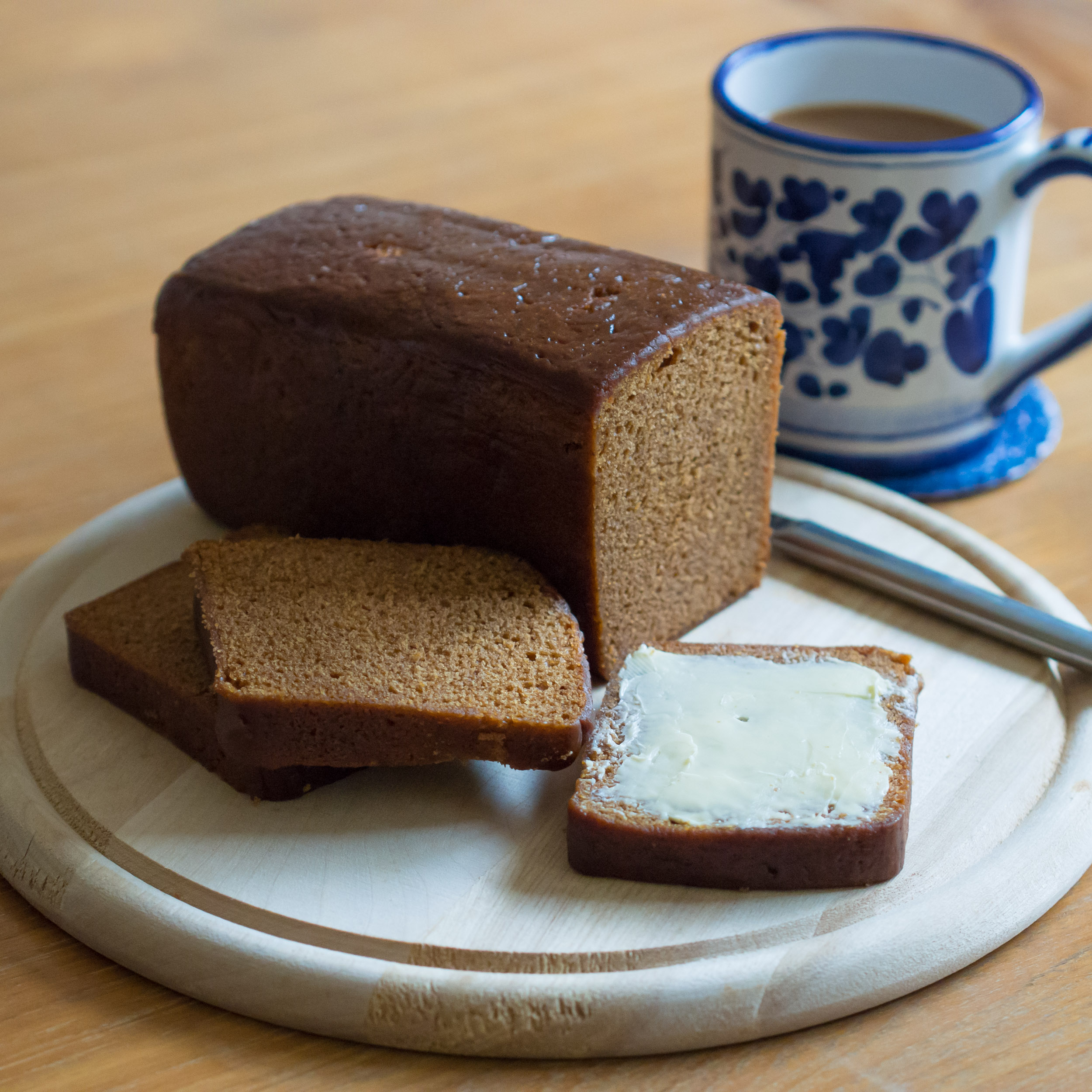
バターを塗ったオントバイトクック

「オントバイトクック」は「朝食のケーキ」という意味である。ライ麦パンの一種で、シナモン、ナツメグ、ショウガといったスパイスを加えて作る。
その名の通りに朝食に食されるほか、おやつとしても食される。バターを塗って食されることもある。